# Campos Sales (ort)
Campos Sales är en ort i Brasilien.   Den ligger i kommunen Campos Sales och delstaten Ceará, i den östra delen av landet, 1 300 km nordost om huvudstaden Brasília. Campos Sales ligger 567 meter över havet och antalet invånare är 17 648.
Terrängen runt Campos Sales är huvudsakligen platt. Campos Sales ligger nere i en dal. Campos Sales är det största samhället i trakten.
Omgivningarna runt Campos Sales är huvudsakligen savann. Runt Campos Sales är det glesbefolkat, med 15 invånare per kvadratkilometer.